# Heterops bicolor
Heterops bicolor là một loài bọ cánh cứng trong họ Cerambycidae.